# Ann Veneman
Ann Margaret Veneman (Modesto, 29 giugno 1949) è una politica statunitense, segretaria dell'agricoltura dal 2001 al 2005 nell'amministrazione Bush Jr. e successivamente direttrice esecutiva dell'UNICEF dal 2005 al 2010.
Membro del Partito Repubblicano, è stata Segretario dell'Agricoltura ed Direttore Esecutivo dell'UNICEF. Nel 2009 la rivista Forbes l'ha inserita al 46º posto fra le 100 donne più potenti del mondo.
Nel 2002 le è stato diagnosticato un cancro al seno, dal quale è riuscita a guarire. È inoltre la cugina del regista George Lucas.